# Lee Zeldin
Lee Zeldin, född 30 januari 1980 i East Meadow, New York, är en amerikansk republikansk politiker. Zeldin har sedan den 29 januari 2025 varit administratör för USA:s miljöskyddsmyndighet under president Donald Trump. Han var ledamot av USA:s representanthus 2015–2023.
Zeldin studerade vid University at Albany, SUNY och Albany Law School. I mellanårsvalet i USA 2014 besegrade han sittande kongressledamoten Tim Bishop.